# FAD-Synthetase
FAD-Synthetase (auch: FMN-Adenylyltransferase, Gen: FLAD1) ist das Enzym, das die Umwandlung von Flavinmononukleotid (FMN) in Flavinadenindinukleotid (FAD) katalysiert. Es ist daher unentbehrlich für die Verwertung von Riboflavin (Vitamin B2), da dieses nur als FAD Funktionen im Stoffwechsel ausübt. Die FAD-Synthetase kommt in den meisten Tieren (Bilateria) vor. Beim Menschen sind fünf Isoformen des Enzyms bekannt.
Ein Überschuss an FMN hemmt die Synthetase (Substratüberschusshemmung).

## Katalysierte Reaktion
+ ATP  {\displaystyle \longrightarrow }   + PPi
Ein Adenylylrest wird von ATP auf FMN übertragen und es entsteht FAD und Diphosphat.